# Walter Mischel
Walter Mischel (Beč, 22. veljače 1930.), američki psiholog.

## Životopis
Rodio se u Beču 1930. godine i živio u ranom djetinjstvu u blizini Freuda, od kuda je izbjegao nakon nacističke okupacije 1938. sa svojom obitelji u SAD. Odrastao je u Brookylinu (New York)i studirao na Državnom sveučilištu Ohio, gdje su mu mentori bili teroretičar osobnih konstruktata Geroge Kelly i teoretičar ličnosti Julian Rotter. 
Sam je izjavio (1978.) da su obojica imala na njega utjecaj, Kellyjev kroz Michelovo istraživanje konstruktata putem kojih ljudi kodiraju podatke o vlastitim doživljajima i sebi, a Rotterov kroz teoriju vrijednosti očekivanja.
Nakon završetka studija, proveo je niz godina na Sveučilištu Harvard, a nakon toga došao je na Sveučilište Stanford.
Tijekom toga razdoblja sudjelovao je u projektu procjene Mirovnih snaga, nakon kojeg je objavio 1968. knjigu Personality and Assessment, vjerojatno najutjecajnije djelo o psihologiji ličnosti u posljednjih četrdeset godina.
Od 1984. predaje na Sveučilištu Columbia kao profesor psihologije, a 1999. postaje urednik časopisa Psychological Review. U razdoblju 2002. – 2003. bio je predsjednik Udruženja za istraživanje ličnosti.

## Nagrade i priznanja
- 1978. godine primio Nagradu za istaknutog znanstvenika od Odjela za kliničku psihologiju Američke psihološke udruge
- 1983. Američka psihološka udruga ga je istaknula zbog njegovih izvanrednih postignuća u teorijii procjeni ličnosti

Walter Mischel i Albert Bandura svrstani su među 25 najutjecajnijih psihologa prošlog stoljeća.  Od njihovih su radova kao važniji rangirani samo radovi B. F. Skinnera, Jana Piageta i Sigmunda Freuda.